# Zoila
Zoila ist eine Gattung aus der Familie der Kaurischnecken (Cypraeidae) deren lebend vorkommenden Arten ausschließlich im Indischen Ozean an den Küsten Australiens vorkommen.

## Biologie
Wie alle anderen Kaurischnecken auch haben Zoilas zwei separate Geschlechter; bei jeder Art kommen sowohl männliche als auch weibliche Kaurischnecken vor, die sich äußerlich kaum voneinander unterscheiden. Die Keimdrüse der Schnecke produziert also entweder Eizellen oder Samenzellen. Nach der Paarung setzt das Weibchen das Gelege versteckt in Korallen, leeren Muscheln, Haliotisgehäusen oder ähnlich ab. Ein Gelege bestehen aus etwa 200–300 zusammengeklebten Eitaschen die in etwa einen Durchmesser von 3 mm haben und je 1000 Eier enthalten, so dass ein Weibchen etwa zweihunderttausend Eier produziert. Lediglich ein Ei je Eitasche entwickelt sich zum Embryo, die anderen Eier werden von den Nachkommen verspeist. Das Weibchen bleibt rund 40 Tage bei der Brut, in dieser Zeit entwickeln sich die Embryos zu einer Schnecke mit 2,5 Windungen. Das Operculum ist noch vorhanden und verschwindet erst im Bulla-Stadium der heranwachsenden Schnecke. Die Farbe des Mantels bei den meisten Zoila tendiert zu orange, wohingegen sich die Farbe bei ausgewachsenen Tieren verändert und gräulich bis schwarz wird. Der Mantel ist fleischig dick und transluzent. Alle Arten haben glatte und glänzende Gehäuse, sind kallös (schwer, dickwandig) und werden verhältnismäßig groß. Die kleinste Art Z. perlae erreicht typischerweise eine Größe von 35 bis 62 mm, Z. thersites, die größte Art, 60 bis 116 mm.

## Vorkommen und Lebensraum
Ausnahmslos alle rezent vorkommenden Zoilas leben in australischen Gewässern. Das Verbreitungsgebiet erstreckt sich entlang der Küste einschließlich der vorgelagerten Inseln der beiden Territorien Western Australia (WA) und South Australia (SA) über eine Strecke von 4.000 Kilometern. Versteinerungen ausgestorbener Arten finden sich noch an weiteren Orten: Z. caputavisensis in der indonesischen Provinz Papua, Z. kendengensis und Z. gendinganensis in Indonesien, Z. platypyga in Victoria (Australien) und Z. schilderi in Indien.
In der heutigen Zeit lebende Arten halten sich in Tiefen von 2 m bis zu mehr als 300 m auf, immer auf oder in der unmittelbaren Nähe von Schwämmen (Porifera). Vermutlich hat jede Art sowohl Populationen die in seichten Gewässern (wenige Meter bis zu 50 m) leben als auch in größeren Tiefen (bis tiefer als 300 m). Die unterschiedlichen Gehäusemerkmale innerhalb einer Art lassen das vermuten. Hierbei ist bemerkenswert, dass sich das Aussehen (Form, Pigmentierung, Zeichnung und Größe) der tiefer vorkommenden Arten über hunderte von Kilometer oft nur sehr gering verändert, wohingegen Populationen in seichteren Gewässern eher dazu neigen, lokale Formen zu bilden.

## Systematik
Die Gattung wurde 1884 von dem französischen Arzt und Molluskenforscher Félix Pierre Jousseaume aufgestellt. Als Typusart wählte er Zoila scottii Broderip 1831 (Synonym von Zoila friendii Gray, 1831). Die dieser Gattung zugeordneten Arten wurden aus der 1758 von Linneus aufgestellten Gattung Cypraea hierhin verschoben. Die Verwendung der Protonyme (beispielsweise ‘Cypraea venusta’ anstelle von ‘Zoila venusta’) ist heute bei Händlern und bei Sammlern noch anzutreffen. Dies gilt im Übrigen nicht nur für Arten dieser Gattung, sondern für alle Arten, die der Familie der Kaurischnecken zugeordnet werden. Der Status einiger der lebend vorkommenden Arten ist umstritten. So werden die Arten perlae, eludens und mariellae von manchen Autoren als eine Unterart von decipiens angesehen, orientalis und ketyana als Unterart von marginata und jeaniana als Unterart von friendii.
| Lebend vorkommende Arten: - Zoila decipiens (Smith, 1880) - Zoila eludens Raybaudi, 1991 - Zoila friendii (Gray, 1831) - Zoila jeaniana (Cate, 1968) - Zoila ketyana (Raybaudi, 1978) - Zoila marginata (Gaskoin, 1849) - Zoila mariellae Raybaudi, 1983 - Zoila orientalis Raybaudi, 1985 - Zoila perlae Lopez & Chiang, 1975 - Zoila rosselli Cotton 1948 - Zoila thersites (Gaskoin, 1849) - Zoila venusta (Sowerby, 1847) | Fossile Arten: - Afrocypraea chubbi Rennie 1930 - Zoila gendinganensis Martin 1899 - Zoila caputavisensis Beets 1986 - Zoila consobrina McCoy 1877 - Zoila platypyga McCoy 1876 - Zoila kendengensis Schilder 1941 - Zoila schilderi Dey 1962 - Zoila Gigantocypraea mulderi Tate 1892 - Zoila Gigantocypraea dorsata Tate 1890 - Zoila Gigantocypraea gigas McCoy 1867 Liste unvollständig |

Anmerkungen
1. ↑  Afrocypraea mit der einzigen Art chubbi wurde von Schilder 1932 aufgestellt. Da A. chubbi anderen ausgestorbenen Zoilas stark ähnelt und der Autor selbst beide Gattungen als eng verwandt ansah, könnte diese ausgestorbene Art ggf. von zukünftigen, neueren Systematiken so berücksichtigt werden.
2. ↑  Gigantocypraea Schilder 1927 ist eine Untergattung

## Bilder

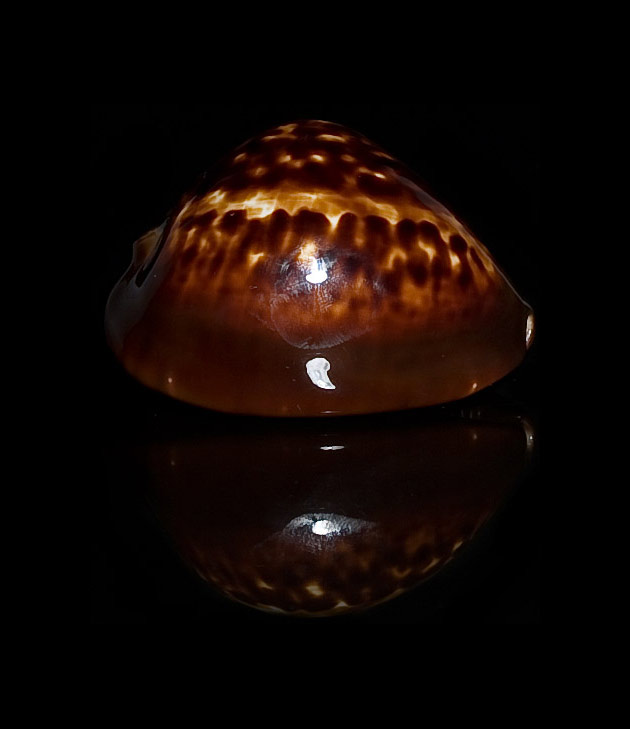
Zoila decipiens
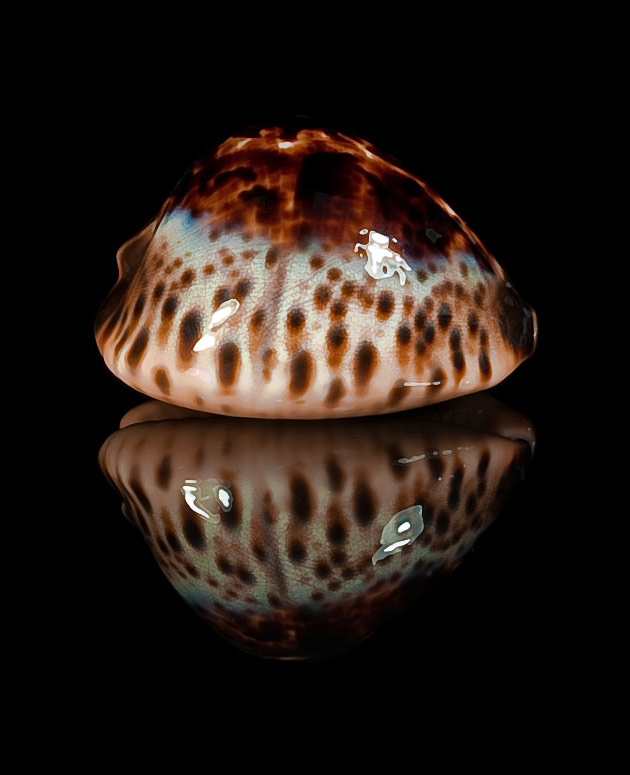
Zoila eludens
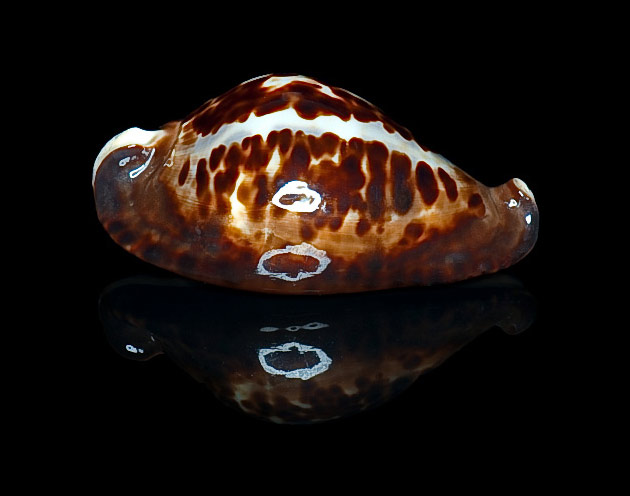
Zoila friendii
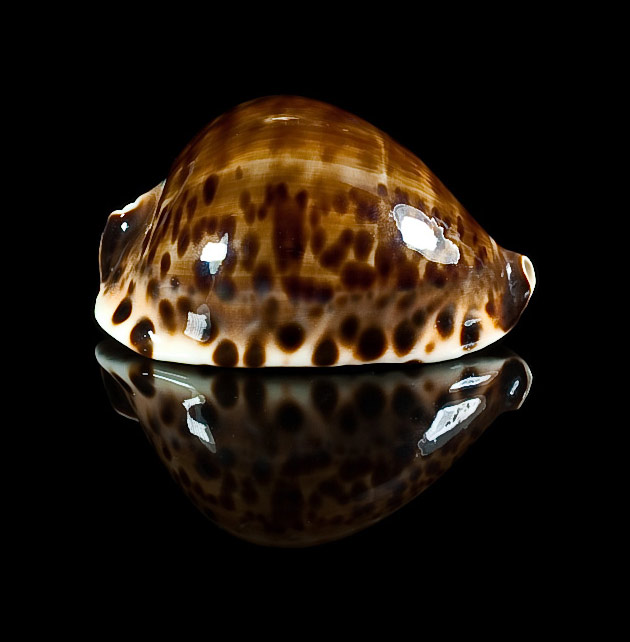
Zoila friendii vercoi
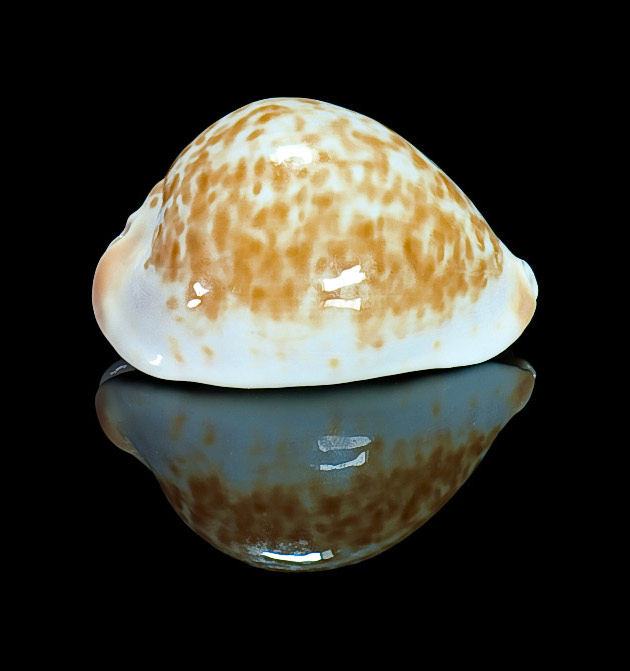
Zoila jeaniana aurata
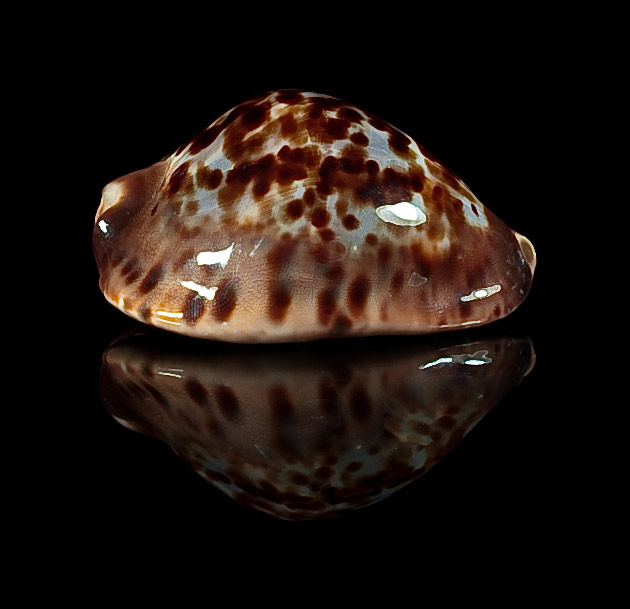
Zoila jeaniana sherylae
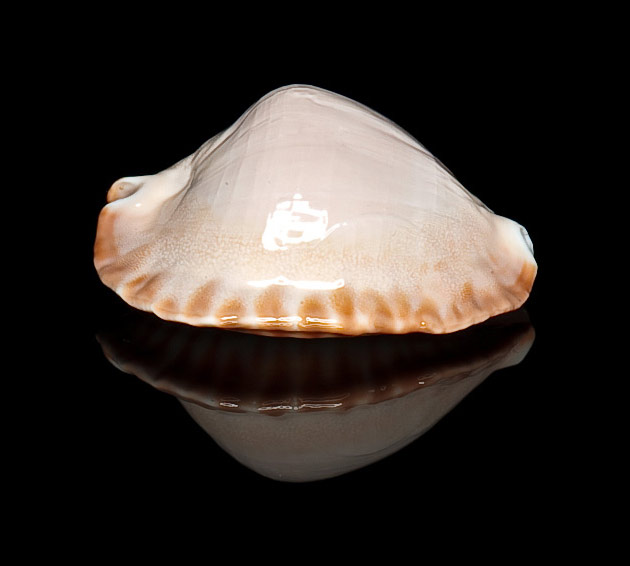
Zoila ketyana hypermarginata
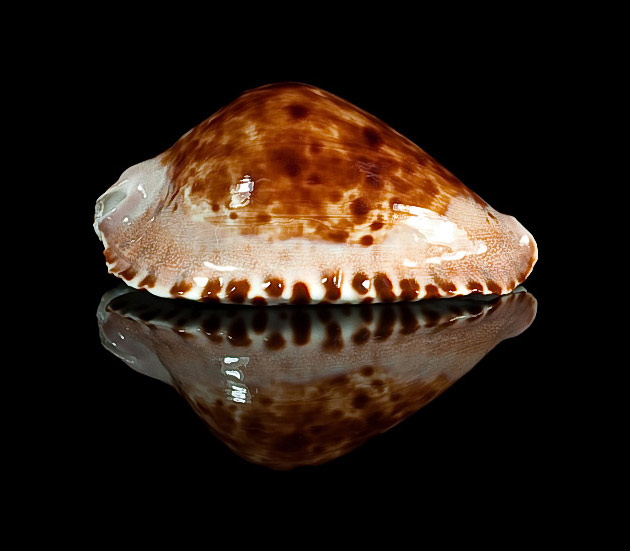
Zoila marginata
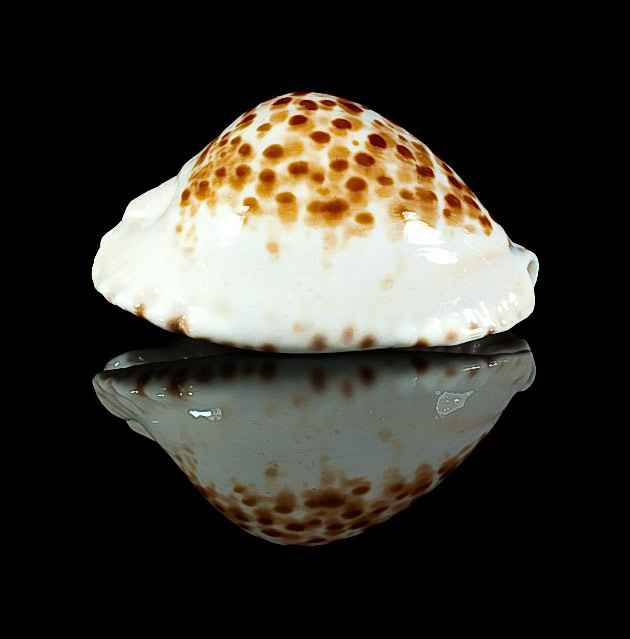
Zoila orientalis
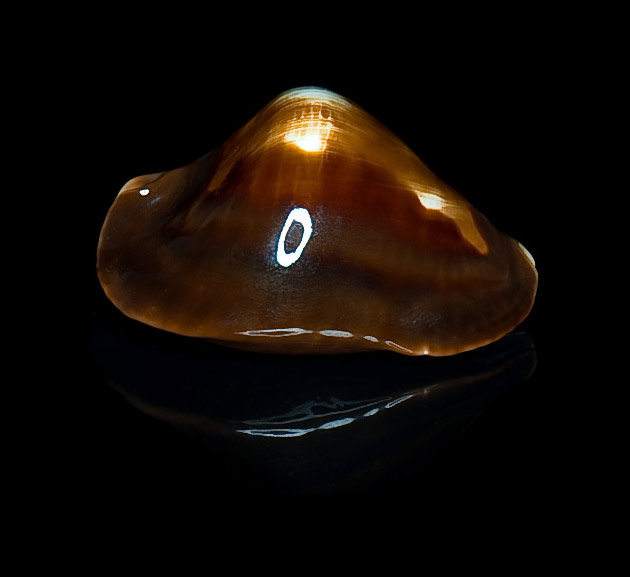
Zoila rosselli
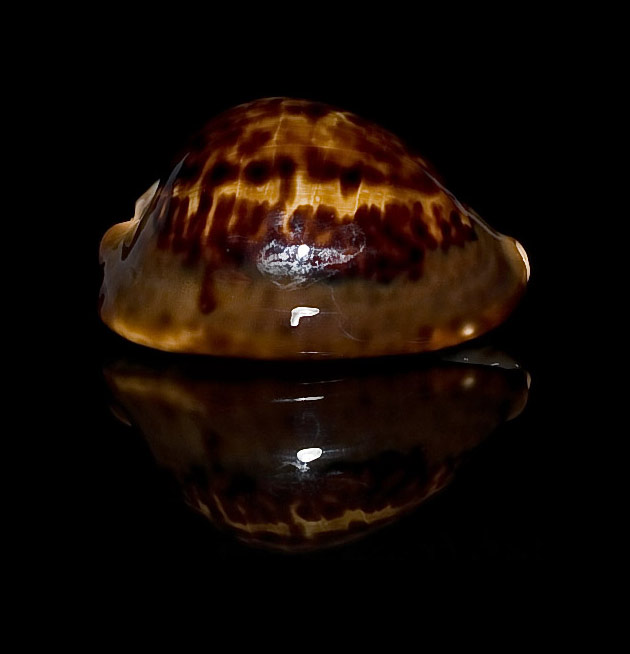
Zoila thersites